# فونسسکا (لا گواخیرا)
فونسسکا (لا گواخیرا) (به اسپانیایی: Fonseca, La Guajira) یک سکونتگاه مسکونی در کلمبیا است که در بخش لا گواخیرا واقع شده‌است.

## خصوصیات
فونسسکا ۶۶۲ کیلومترمربع مساحت و ۳۲٬۲۲۰ نفر جمعیت دارد و ۱۱٫۸ متر بالاتر از سطح دریا واقع شده‌است.